# 神戸市立福田中学校
神戸市立福田中学校（こうべしりつ ふくだちゅうがっこう）は、兵庫県神戸市垂水区にある公立中学校。

## 沿革
- 1977年（昭和52年）4月1日 - 神戸市立福田中学校開校。
- 1982年（昭和57年）4月 - 神戸市立桃山台中学校の開校に伴い、つつじが丘地区からの生徒が、桃山台中学校へ転属となる。

## 部活動

### 運動部
- 野球部
- サッカー部
- 陸上競技部
- ソフトテニス部
- 柔道部
- バレーボール部

### 文化部
- 吹奏楽部
- 美術部
- コーラス部
- 生活科学部
- 書道部

## 校区
- 神戸市立名谷小学校の通学区域全域
- 神戸市立福田小学校の通学区域の一部
- 神戸市立千鳥が丘小学校のうち旧・上高丸小学校の通学区域[1]

## 制服
- 男子　
  - 冬服は標準的な学生服上下である。
  - 夏服はカッターシャツ、スラックスである。
- 女子　
  - 冬服はブレザー、ベスト、カッターシャツ、吊りスカートである。
  - 夏服は、カッターシャツ、吊りスカートである。

## 交通アクセス
- JR垂水駅・山陽垂水駅から山陽バス 垂水ゴルフ場行『ゴルフ場前』下車 徒歩10分  名谷・学園都市行『堀割』下車  徒歩10分

## 通学区域が隣接している学校
- 神戸市立多聞東中学校
- 神戸市立垂水中学校
- 神戸市立垂水東中学校
- 神戸市立塩屋中学校
- 神戸市立桃山台中学校
- 神戸市立竜が台中学校
- 神戸市立太山寺中学校
- 神戸市立高倉中学校